# Yankee (Schenectady)
Yankee is een Amerikaans  historisch merk van motorfietsen.
De bedrijfsnaam was: Yankee Motor Company, Schenectady, New York
Dit was eigenlijk de Amerikaanse importeur van Ossa (opgericht door John Taylor), die vanaf 1970 speciaal voor de Amerikaanse markt ontworpen tweetakten voerde. Het betrof een 250cc-eencilinder-shorttrackmachine, een 250-cc offroad en een 500cc-offroad.  
Vooral de dirttrackmachine en de tweecilinder waren speciaal voor de Amerikaanse markt ontwikkeld, maar de 500cc-machine werd ook daar opgebouwd. De motor was opgebouwd met twee gekoppelde 250cc-Ossa-cilinders. De motorfiets werd ontwikkeld door Eduard Giró en bij Ossa in Barcelona gebouwd. Het frame werd in Amerika ontwikkeld in samenwerking met coureur Dick Mann. Ook de aandrijflijn werd in de VS gebouwd en de machine werd daar ook geassembleerd
- Er was nog een merk met de naam Yankee, zie Yankee (St. Louis).